# 袁恒革
袁恒革（1963年6月—），男，辽宁人，中华人民共和国外交官，曾任中华人民共和国驻叶卡捷琳堡总领事。

## 生平
1990年，在中共辽宁省委党校任教。1991年，进入外交学院国际关系史专业学习。1994年博士毕业，进入中华人民共和国外交部工作。先后在外交部欧亚司、驻哈萨克斯坦大使馆、外交部政策研究室、中央外事工作领导小组办公室政研局任职。2006年，任外交部欧亚司参赞。2011年，出任中华人民共和国驻叶卡捷琳堡总领事。2013年，任中国友谊促进会理事长助理。2017年9月，任外交部驻澳门特派员公署副特派员。2022年，自副特派员离任。

## 家庭
已婚，有1女。